# Altstadt (Linz)

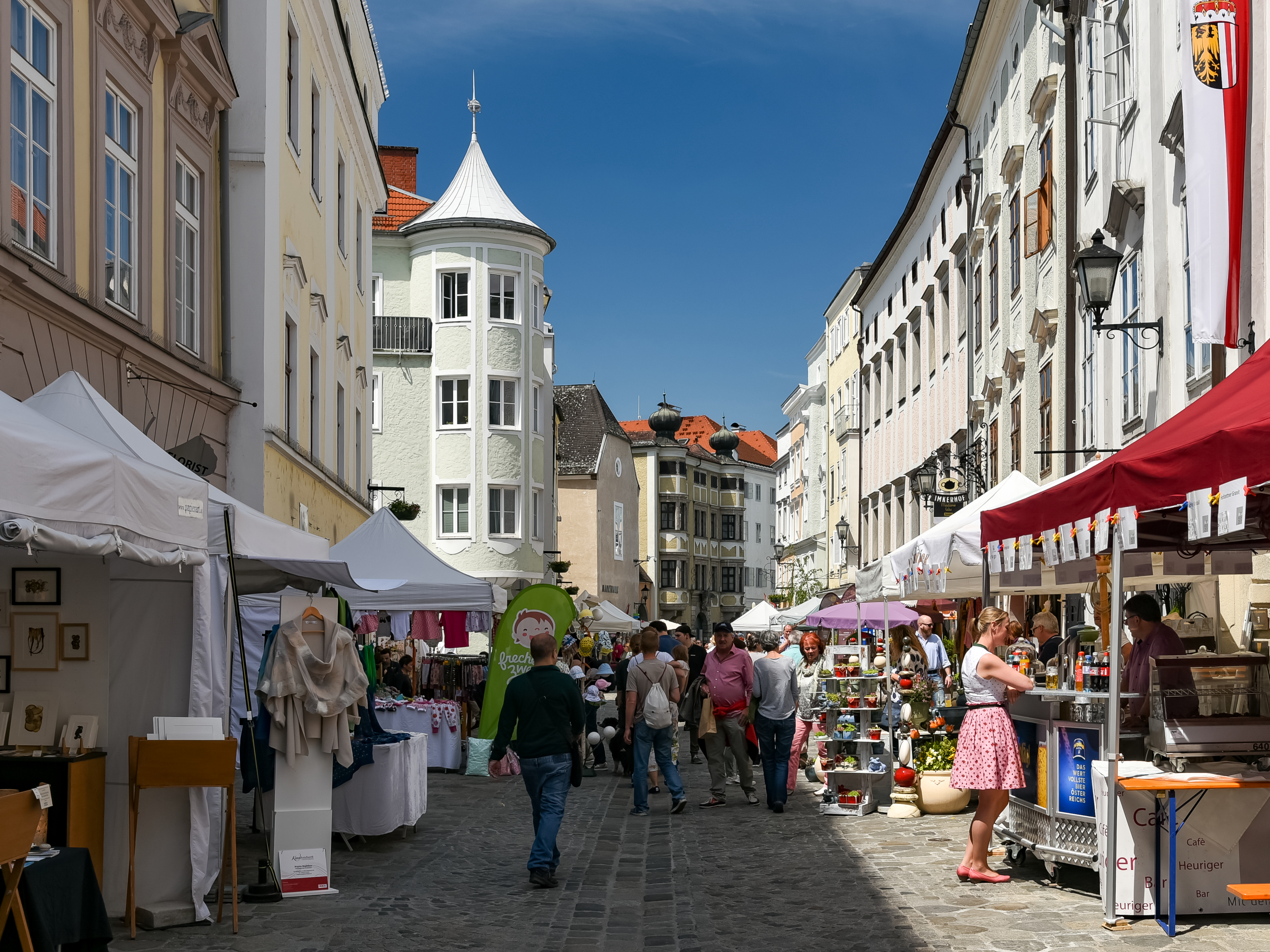
Die Altstadt, Blickrichtung Norden

Die Altstadt ist eine Straße in der oberösterreichischen Landeshauptstadt Linz. Sie befindet sich im Stadtteil Innenstadt.

## Lage und Charakteristik
Die Altstadt verläuft von der Hofgasse in südlicher Richtung über den Alten Markt bis zum Landhausplatz. Zahlreiche Stifts- und Freihäuser prägen diesen Straßenzug, der zu den ältesten von Linz zählt.

## Gebäude

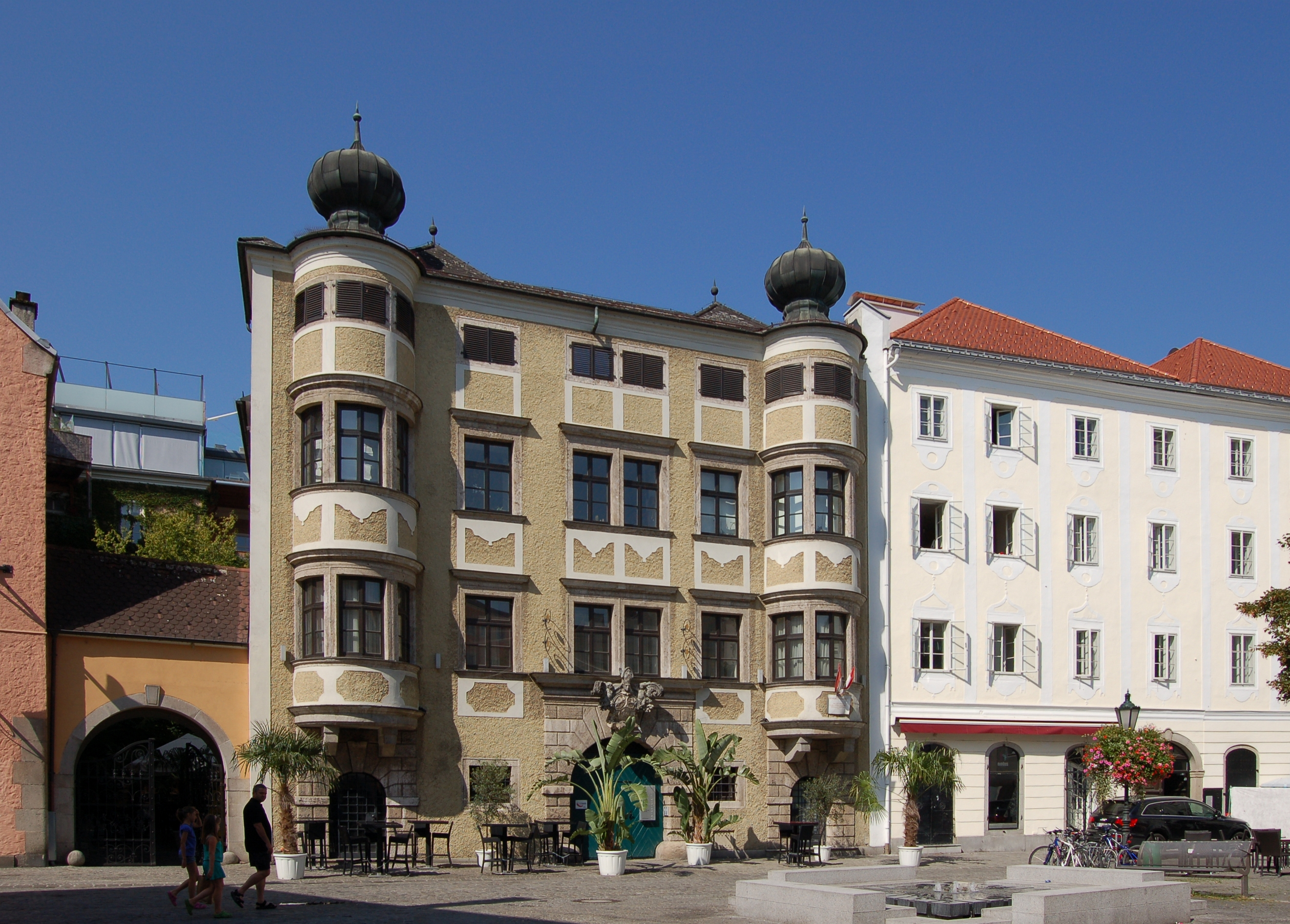
Kremsmünsterer Stiftshaus

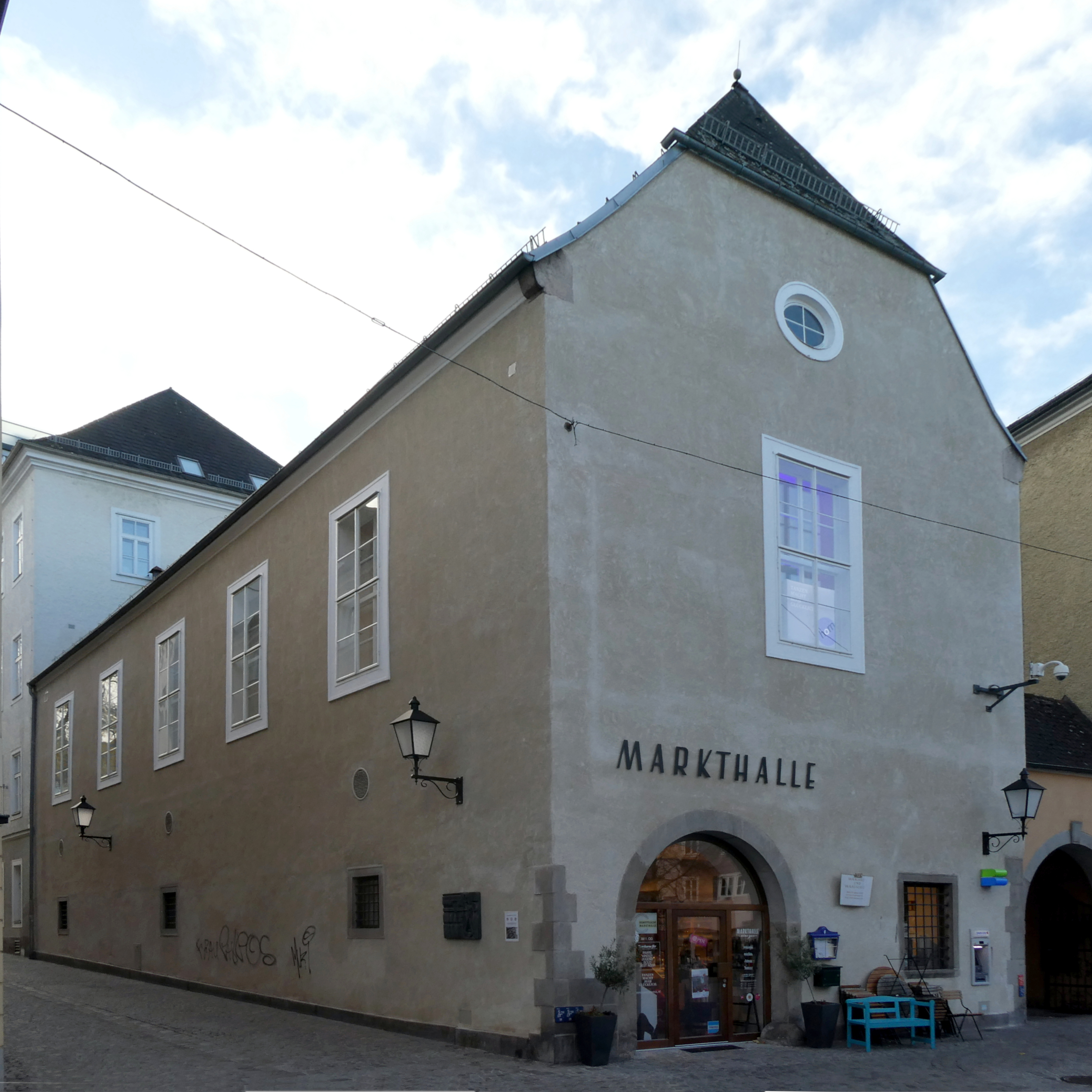
Markthalle (Waaghaus)

### Nr. 2 Losensteiner Freihaus
Datiert 1494, 1573 wurde es vom Landeshauptmann Dietmar von Losenstein erworben. Trotz der biedermeierlichen Umgestaltung des Hauptgeschoßes und der Aufstockung auf fünf Geschosse im Jahr 1837 hat das Haus seinen renaissancezeitlichen Charakter bewahrt.

### Nr. 17 Starhemberger Freihaus
Erstmals wurde das Haus 1508 erwähnt. Im 17. Jahrhundert war es im Besitz von Ernst Rüdiger von Starhemberg, der das Haus in der heutigen Form erweitern ließ. 1783 wohnte Wolfgang Amadeus Mozart im Eckzimmer des ersten Obergeschosses und komponierte hier die Linzer Symphonie.

### Nr. 22 Ehemaliger Gasthof Schwarzer Bock
Nach Kriegszerstörung wurde das Haus in der heutigen Form 1956 bis 1958 in Anlehnung an die alte Fassade wiedererrichtet. Hier wurde 1868 die Burgschauspielerin Hedwig Bleibtreu geboren.